# Lijst van heren en vrouwen van Dorp

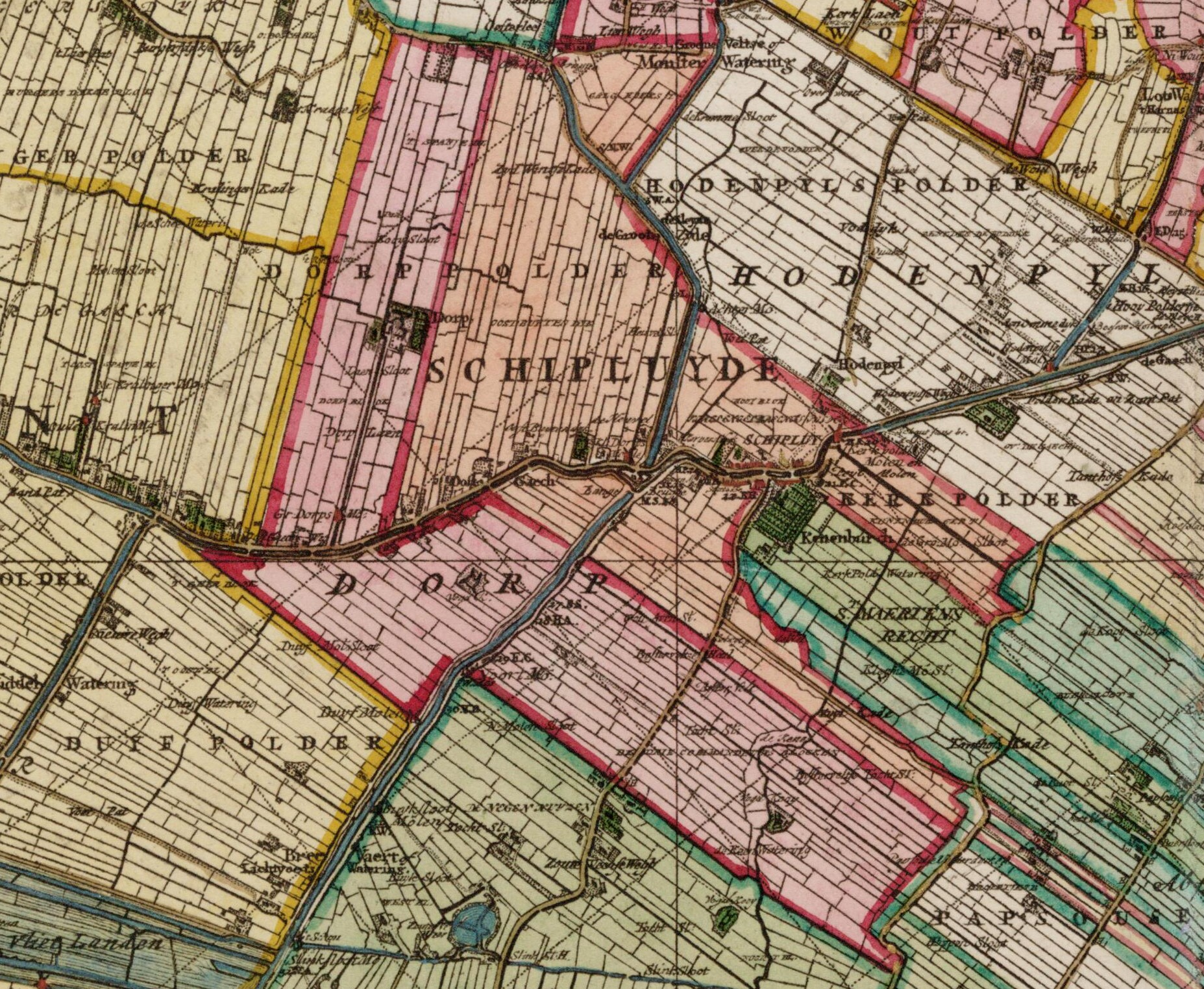
Het ambacht heerlijkheid Dorp in roze op de Kruikiuskaart van 1712.

Wapen van het geslacht Van Dorp. Oorspronkelijk was het wapen van de Van Dorps alleen een gouden dwarsbalk op een rood vlak. Later is dit gecombineerd met het wapen van de Van Uiterliers met drie afgerukte zilveren leeuwenkoppen en rode uitgestoken tongen.

Dit lemma geeft een lijst van heren en vrouwen van de heerlijkheid Dorp.
- Diederik van Dorp, niet met zekerheid
- Elias van Dorp, niet met zekerheid
- Arent I van Dorp, de eerste Van Dorp die terugkomt uit geschreven bronnen, was een ridder van de Duitse Orde
- Jan I van Dorp, circa 1270 - circa 1310, volgde zijn vader Arent I op als heer van Dorp
- Arent II van Dorp, circa 1310 - 1350, zoon van Jan I
- Baerta van Dorp, 1350-1373, dochter van Arent II
- Willem van den Vene, 1373-1383, neef van Baerte, kocht het ambacht waarschijnlijk van Baertes erfgenamen
- Philips I van Dorp, 1383-1411, zoon van Willem van den Venne
- Jan II van Dorp, 1411-1445, achterneef van Philips, heette eerst Jan van Uiterlier en veranderde zijn naam
- Cornelis I van Dorp, 1445-1502, zoon van Jan II
- Cornelis II van Dorp, 1502-1508, zoon van Cornelis I, bezat als eerste alleen de heerlijkheid en niet Huis ten Dorp
- Maria van Dorp, 1508-1525, dochter van Cornelis II
- Maria van Heuckesloot, 1525-1568, dochter van Maria van Dorp
- Maria van Bronkhorst, 1568-1575, weduwe van Cornelis van Dorp, kreeg het leen van Cornelis' neef Arent van Dorp (1528-1600) nadat hij het kreeg na Maria van Heuckesloots dood
- Cornelis III van Dorp, 1575-1581, zoon van Maria van Bronkhorst en Cornelis van Dorp
- Ida van Dorp, 1581-1607, zus van Cornelis III
- Frederik van Renesse van der Aa, 1607-1609, weduwnaar van Ida
- Frederik van Dorp, 1609-1612, achterneef van Ida en kolonel in het Staatse leger en gouverneur van Tholen
- Tertulliaan van Dorp, 1612-1629, zoon van Frederik en kapitein in het Staatse leger en commandant van Amersfoort in 1629
- Arent III van Dorp, 1629-1639, broer van Tertulliaan en hofmeester van de stadhouders Maurits, Frederik Hendrik en Willem II
- Philips II van Dorp, 1639-1652, broer van Arent III, was luitenant-admiraal van Holland en West-Friesland
- Sara Dorothea van Dorp, 1652-1653, dochter van Philips II
- Louis Wolfert van Dorp, 1653-1671, neef van Sara Dorothea, was luitenant-kolonel
- Arent Adriaan van Dorp, 1671-1728, zoon van Louis Wolfert, was ritmeester, kolonel, slotvoogd van Loevestein en kamerheer van stadhouder Willem III
- Arent Hendrik van Dorp, 1728-1761, zoon van Arent Adriaan, was majoor van de cavalerie
- Frederik Carel van Dorp, 1761-1771, broer van Arent Hendrik, was majoor van de cavalerie
- Johannes Versfeldt, 1771-1773 (curator), werd aangesteld om het ambacht openbaar te verkopen, omdat de erfenis door de dochters van Frederik Carel was geweigerd vanwege de hoge schulden
- Willem Hendrik van Steenberch, 1773-1788, koper van Dorp en heer van Keenenburg, was woonachtig geweest in Suriname, bezat plantages en was actief in het bestuur van de kolonie
- Maria Elisabeth Bachman, 1788-1791, moeder van Willem Hendrik
- Willem Hendrik Saffin, 1791-1794, kleinzoon van Maria Elisabeth, was net als zijn oom woonachtig in Suriname, bezat plantages en was actief in het bestuur van de kolonie
- Frederic Mauritz Larcher Houth, 1795-1853, achterneef van Willem Hendrik
- Engbert Larcher Houth, 1853-1894, zoon van Frederic Mauritz
- Paulus Ocker Hendrik Gevaerts, 1894-1912, kocht het ambacht, was kamerheer en hofmaarschalk van koningin Sophie en kamerheer van koningin Wilhelmina
- Edmond Arnold Louis Gevaerts, 1912-1972, zoon van Paulus Ocker Hendrik
- Edmond Gevaerts, 1972-, neef van Edmond Arnold Louis

## Bron
- Peter de Jong: Geschiedenis van de heerlijkheid Dorp en het Huis ten Dorp in Historisch jaarboek Schipluiden 2012, Historische vereniging Oud-Schipluiden, blz. 44, 54-81